# Conrad Michael Schneider
Conrad Michael Schneider (* 26. August 1673 in Ansbach; † 23. November 1752 in Ulm) war ein deutscher Komponist, Organist und Kirchenmusikdirektor.

## Leben
Schneider war der Sohn des Ansbacher Organisten Abdias Schneider. 1695 ist er als Student an der Universität Leipzig nachgewiesen. Im August 1699 übernahm er eine Organistenstelle im Ulmer Münster, wo er dem Hauptorganisten Sebastian Anton Scherer assistierte. Nach dem Tod Scherers 1712 übernahm Schneider dessen Stelle.
Sein Sohn war der Geiger und Flötist Georg Ludwig Sartori.

## Werk
Zu Augsburg gab Schneider bei Tobias Conrad Lotter fünf Klavierübungen heraus, wovon die ersteren von Jacob Andreas Fridrich in Kupfer gestochen wurden. Sie bestehen aus Ouvertüren, Gavotten, Arien, Chaconnen, Menuetten, Trios, Konzerten und Giguen. Eine heute verlorene Passionsmusik Schneiders wurde im Juni 1725 in Ulm aufgeführt. 